# Emily Rios
Emily Clara Rios (Los Angeles, 27 de abril de 1989) é uma modelo e atriz americana. Ela é conhecida pelo seu papel como Andrea Cantillo na série Breaking Bad da AMC. Em 2013 interpretou a repórter Adriana Mendez na série The Bridge do FX.

## Vida pessoal
Rios nasceu em Los Angeles, California e se destacou como uma Testemunha de Jeová em El Monte, California. Rios se declarou lésbica em 2014 em uma entrevista ao site AfterEllen.

## Carreira
Rios foi profissionalmente conhecida durante um dia no shopping. Ela apareceu no filme For Them de 2005 e no filme Quinceañera de 2006. Em 2008, Ela apareceu no filme independente Vicious Circle]. Ela participou das séries de televisão Friday Night Lights, Men of a Certain Age, Breaking Bad, e The Bridge.

## Filmografia

### Filmes
| Ano  | Título                            | Personagem      | Notas          |
| ---- | --------------------------------- | --------------- | -------------- |
| 2005 | For Them                          | Lydia           | Curta-Metragem |
| 2006 | Quinceañera                       | Magdalena       |                |
| 2007 | The Blue Hour                     | Happy           |                |
| 2007 | The Stain on the Sidewalk         | Vanessa         |                |
| 2008 | Vicious Circle                    | Angel           |                |
| 2009 | Down For Life                     | Vanessa         |                |
| 2009 | The Winning Season                | Kathy Reyes     |                |
| 2010 | Love Ranch                        | Muneca          |                |
| 2010 | Pete Smalls Is Dead               | Xan             |                |
| 2011 | Big Mommas: Like Father, Like Son | Isabelle        |                |
| 2016 | Paint It Black                    | Pen             |                |
| 2018 | If Beale Street Could Talk        | Victoria Rogers |                |

### Televisão
| Ano       | Título               | Personagem         | Notas                           |
| --------- | -------------------- | ------------------ | ------------------------------- |
| 2007      | ER                   | Tracy Martinez     | Episódio: "Under the Influence" |
| 2008      | The Closer           | Elena Contreras    | Episódio: "Sudden Death"        |
| 2008      | House                | Sophia Velez       | Episódio: "Emancipation"        |
| 2009–2011 | Men of a Certain Age | Maria              | 12 episódios                    |
| 2010–2011 | Friday Night Lights  | Epyck Sanders      | 4 episódios                     |
| 2010–2013 | Breaking Bad         | Andrea Cantillo    | 10 episódios                    |
| 2012–2013 | Private Practice     | Angela Reilly      | Todos episódios, Temporada 5–6  |
| 2013–2014 | The Bridge           | Adriana Mendez     | Elenco Principal, 23 episódios  |
| 2013      | Almost Human         | Paige Hernandez    | Episódio: "Are You Receiving?"  |
| 2014      | Grimm                | Frankie Gonzales   | Episódio: "The Good Soldier"    |
| 2015      | Scandal              | Amy Martin         | Episódio: "A Few Good Women"    |
| 2015      | True Detective       | Betty Chessani     | 3 episódios                     |
| 2015      | Criminal Minds       | Tammy Vasquez      | Episódio: "Outlaw"              |
| 2015      | From Dusk Till Dawn  | Lorena Vasconcelos | Episódio: "Santa Sangre"        |
| 2016      | From Dusk Till Dawn  | Ximena Vasconcelos | 5 episódios                     |
| 2016      | The Infamous         | Alice Calderon     | Piloto não vendido              |
| 2017–2018 | Snowfall             | Lucia Villanueva   | 20 episódios                    |